# ليون كلاسن
ليون كلاسن (بالألمانية: Leon Klassen) هو لاعب كرة قدم ألماني، ولد في 29 مايو 2000 في Bad Neuenahr ‏ في ألمانيا. لعب مع ميونخ 1860.

## وصلات خارجية
- ليون كلاسن على موقع الاتحاد الأوربي (الإنجليزية)
- ليون كلاسن على موقع إي إس بي إن إف سي (الإنجليزية)
- ليون كلاسن على موقع قاعدة بيانات كرة القدم.إي يو (الإنجليزية)
- ليون كلاسن على موقع Soccerway.com (الإنجليزية)
- ليون كلاسن على موقع عالم كرة القدم.نت (الإنجليزية)